# ジャコビー・エルズベリー
- ジャコビー・エルズバリー
- ジャコビー・エルスバリー

ジャコビー・マケイブ・エルズベリー（Jacoby McCabe Ellsbury, 英語発音: [d͡ʒəˈkoʊbi ˈɛlzˌbɛri]; 1983年9月11日 - ）は、アメリカ合衆国・オレゴン州マドラス出身の元プロ野球選手（外野手）。左投左打。愛称は、「チーフ」、「タコビー・ベルズバリー（Tacoby Bellsbury）」。
アメリカ先住民であるナバホ族初のメジャーリーガーでもある。

## 経歴

### プロ入り前
2002年のMLBドラフト23巡目（全体674位）タンパベイ・デビルレイズから指名されたが、契約はせず、その後オレゴン州立大学に進学した。

### プロ入りとレッドソックス時代
2005年のMLBドラフト1巡目（全体23位）でボストン・レッドソックスから指名され、入団した。
2007年6月30日、本拠地フェンウェイ・パークで行われたテキサス・レンジャーズ戦でメジャーデビューした。ココ・クリスプが負傷したことにより昇格し、9番センターとしてスタメン起用された。初ヒットはその試合で3回裏にロビンソン・テヘダから放った。初盗塁は7月2日の同じくレンジャーズ戦でブランドン・マッカーシーとジェラルド・レアードのバッテリーから記録した。またその試合では二塁塁上から暴投で一気に本塁生還を果たし、その走力の高さを見せ付けることになった。その後は7月5日にマイナーへ降格し、8月17日に一旦昇格するもののメジャーに定着することは無かった。
9月1日のロースター拡大（セプテンバーコールアップ）に伴い、再びメジャー昇格。9月2日にはボルチモア・オリオールズ戦でダニエル・カブレラからメジャー初本塁打を放った。9月は活躍が認められアメリカンリーグのルーキー・オブ・ザ・マンスを受賞した。
9月の活躍が認められポストシーズンのロースターに登録されるとココ・クリスプの不調に伴い、アメリカンリーグ優勝決定シリーズ（ALCS）第6戦以降は先発選手として起用される。結局ポストシーズンは合計11試合で打率.360、25打数9安打2盗塁と結果を残した。10月27日のワールドシリーズ第3戦では新人としては史上初の1イニング2二塁打を放ち（MLBでは2001年のマット・ウィリアムズ以来史上2人目）、新人では史上3人目の1試合4安打を記録した。

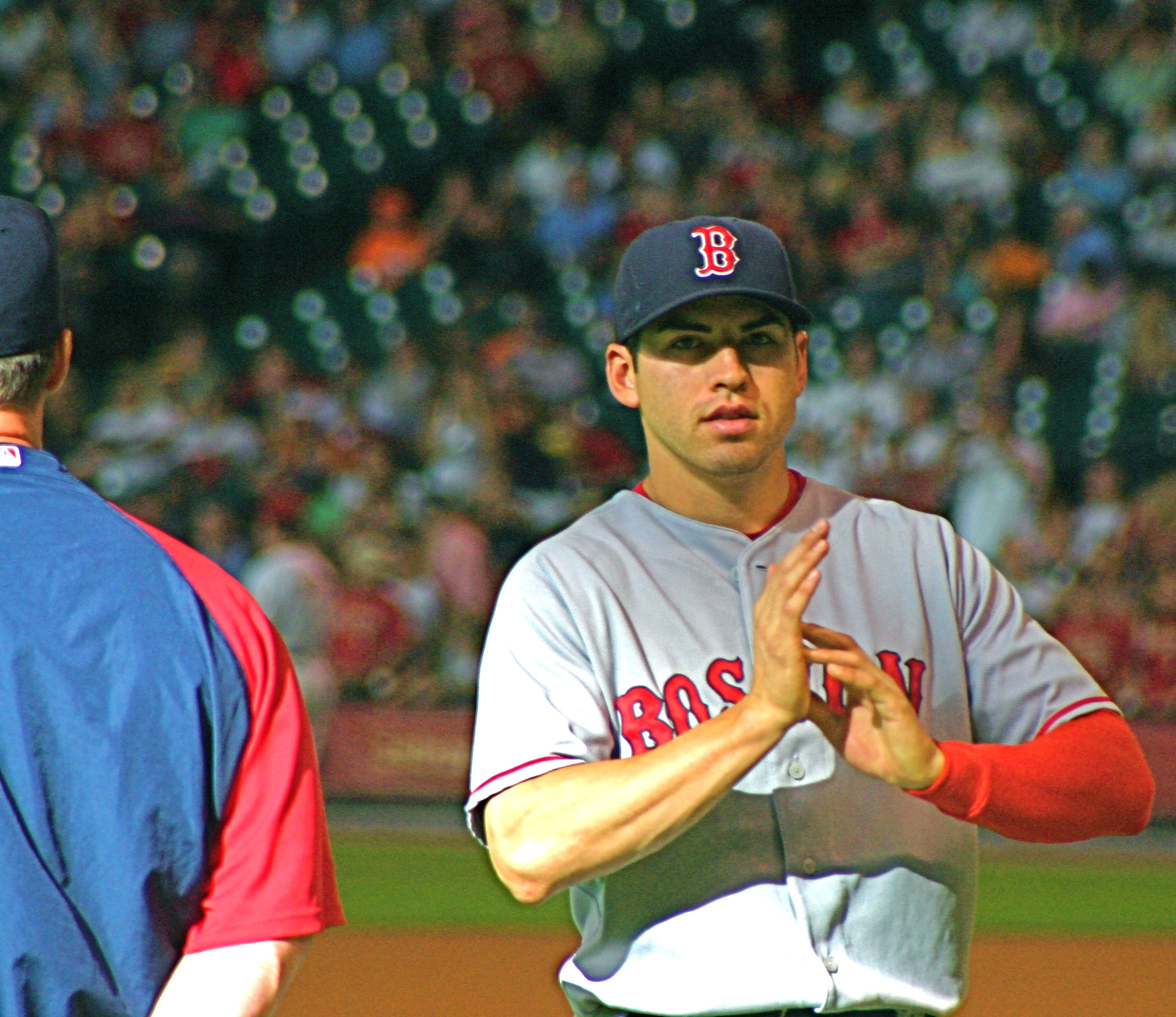
ボストン・レッドソックス時代
（2008年7月23日）

2008年は、まだ新人資格は引き続き有しているため、新人王有力候補と目され、2008年のベースボール・アメリカの有望株ランキングでは13位、レッドソックス傘下ではクレイ・バックホルツに次ぐ2位にランクされた。開幕からリードオフマンとして出場し続けた。5月18日にメジャーデビューからの連続盗塁成功が25で途切れたが、1951年以降でティム・レインズの27、ミッチェル・ページに次ぐ長さとなった。6月15日にはアンビー・マコネルが記録した31盗塁の球団新人記録を100年ぶりに更新。球団史上3位の50盗塁で最多盗塁のタイトルを獲得し、98得点はダスティン・ペドロイアの118得点に次ぐチーム2位。新人王の投票ではエバン・ロンゴリア、アレクセイ・ラミレスに次いで3位の票を集めた。
2009年4月26日、対ヤンキース戦、5回裏二死満塁でホームスチールを決め地元ファンを沸かせた。「失敗したら最悪だったが、（相手投手の）アンディ・ペティットの投球を見て、絶対に成功すると思ったから行った。」と話した。
2010年から背番号を46から2に変更している。開幕直後、守備の際にエイドリアン・ベルトレと交錯し肋骨を骨折。5月下旬に復帰したものの再びDL入り。結局3度のDL入りの影響で18試合に留まった。
2011年は自己最多の158試合に出場、打率.321、32本塁打、212安打といずれもキャリアハイの成績を残し、さらにシーズン終了後には初のゴールドグラブ賞、シルバースラッガー賞を受賞した。ア・リーグMVPの投票では、ジャスティン・バーランダーに次いで2位に入った。
2012年1月17日に年俸800万5000ドルで合意。調停2年目の選手としてはミゲル・カブレラに次いで史上2位の高額である。シーズンでは開幕直後に右肩を亜脱臼し、74試合の出場に留まった。
2013年は134試合に出場し、打率.298、9本塁打、53打点だった。盗塁はリーグトップの52盗塁を記録した。10月31日にFAとなった。

### ヤンキース時代
2013年12月7日にニューヨーク・ヤンキースと総額1億5300万ドルの7年契約（2021年・2100万ドルの球団オプション付き）を結んだ。
2014年は負傷による離脱もあったが、自己2位となる149試合に出場。打率.271、16本塁打、70打点（自己2位）、39盗塁（ア・リーグ2位）という成績を記録した。
2015年5月19日の対ワシントン・ナショナルズ戦で右膝を痛め、後に15日間の故障者リスト入りした。その後復帰し、111試合に出場したが、打率.257、7本塁打、33打点、21盗塁に留まった。
2016年4月22日のタンパベイ・レイズ戦の5回裏にホームスチールを決めた。ヤンキース3シーズン目の同年は148試合に出場。打率.263、9本塁打、56打点、20盗塁を記録した。
2018年は開幕前に右脇腹を負傷し、故障者リスト入りした。8月6日に左臀部の手術を受け、全治に6ヶ月を要したため、この年の出場はなかった。
2019年も左臀部の手術の影響で開幕から負傷者リスト入りし、9月8日には今シーズンの復帰がないことが明らかにされた。11月20日に契約解除されたことが報じられ、自由契約となった。

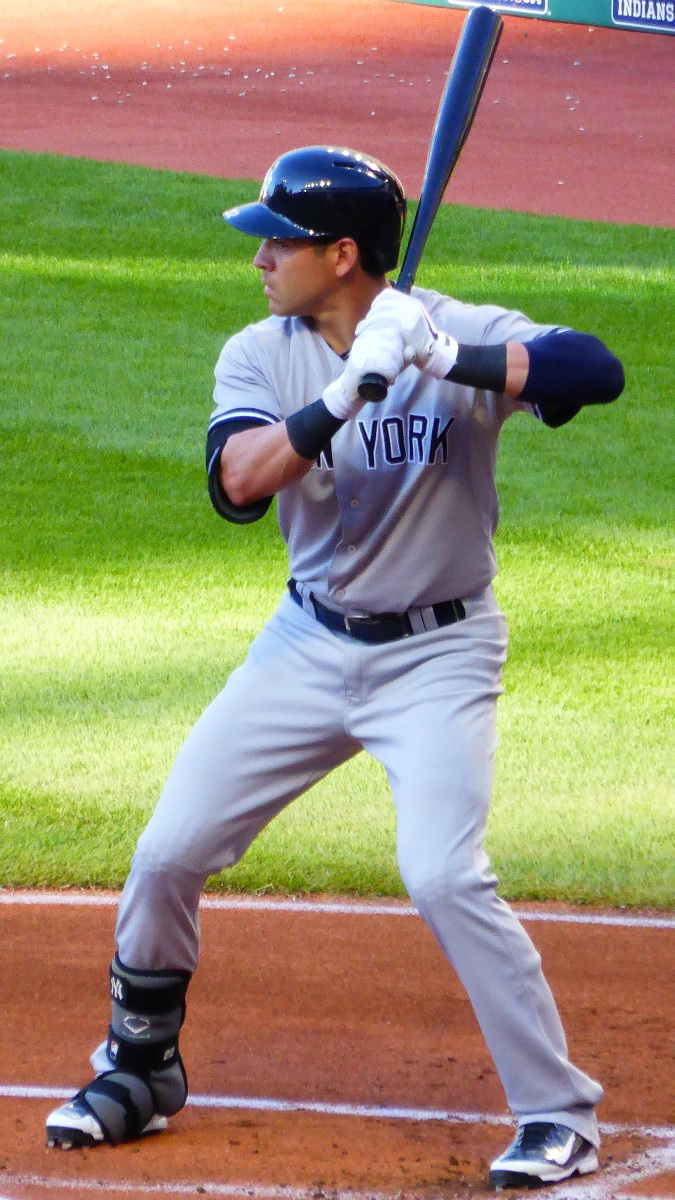
エルズベリーの打撃フォーム
（2014年7月8日）

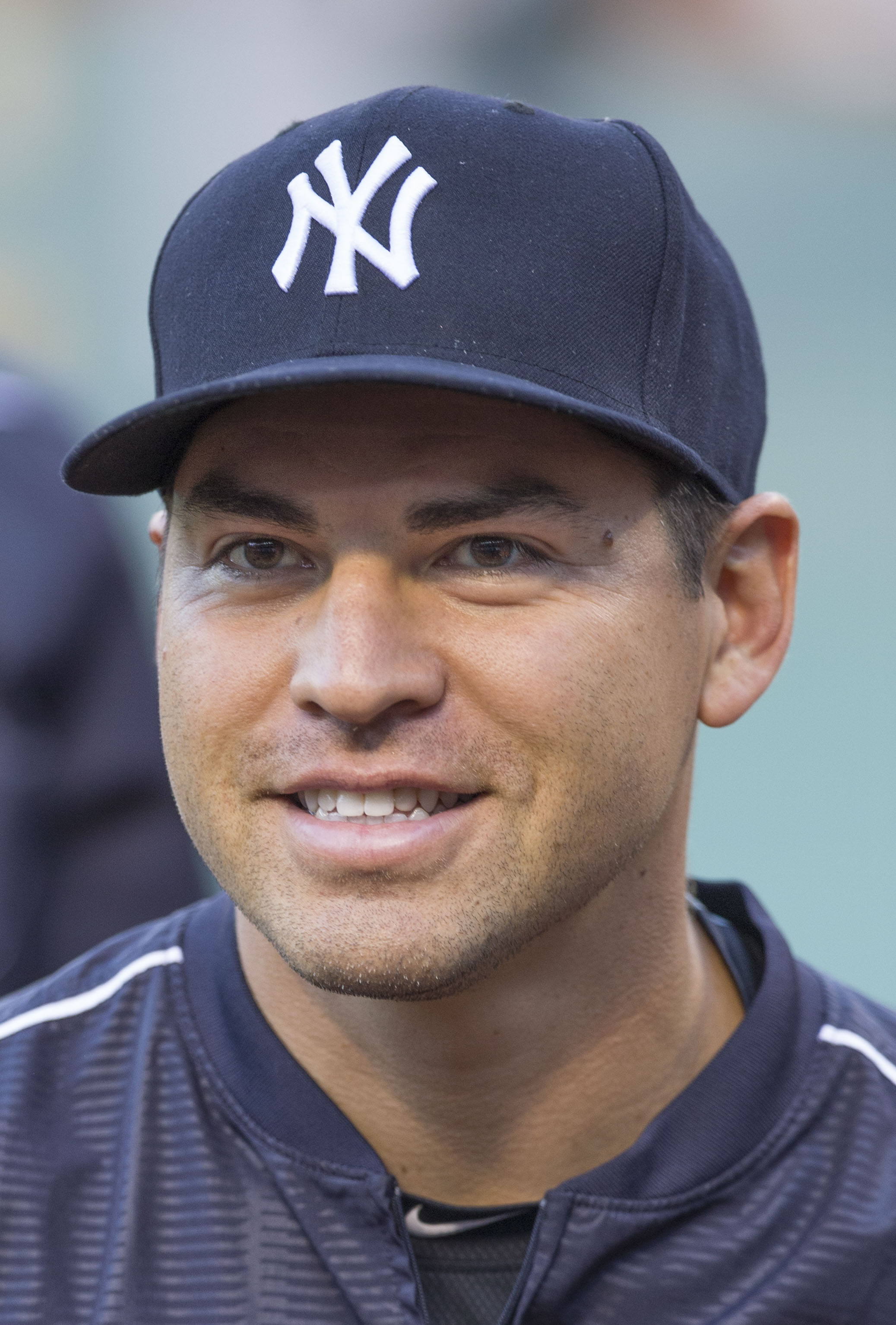
ニューヨーク ・ヤンキースでの現役時代
（2015年4月13日）

その後、ケガ離脱中に球団の承認を得ない医療機関の治療を受ける契約違反をしたとして、ヤンキースが残り契約金2600万ドルの支払いを拒否していることが判明。これに対し、MLB選手会が仲裁の申し立てを行った。

## 詳細情報

### 年度別打撃成績
| 年 度     | 球 団     | 試 合 | 打 席 | 打 数 | 得 点 | 安 打 | 二 塁 打 | 三 塁 打 | 本 塁 打 | 塁 打 | 打 点 | 盗 塁 | 盗 塁 死 | 犠 打 | 犠 飛 | 四 球 | 敬 遠 | 死 球 | 三 振 | 併 殺 打 | 打 率 | 出 塁 率 | 長 打 率 | O P S |
| --------- | --------- | ----- | ----- | ----- | ----- | ----- | -------- | -------- | -------- | ----- | ----- | ----- | -------- | ----- | ----- | ----- | ----- | ----- | ----- | -------- | ----- | -------- | -------- | ----- |
| 2007      | BOS       | 33    | 127   | 116   | 20    | 41    | 7        | 1        | 3        | 59    | 18    | 9     | 0        | 0     | 2     | 8     | 0     | 1     | 15    | 2        | .353  | .394     | .509     | .902  |
| 2008      | BOS       | 145   | 609   | 554   | 98    | 155   | 22       | 7        | 9        | 218   | 47    | 50    | 11       | 4     | 3     | 41    | 2     | 7     | 80    | 9        | .280  | .336     | .394     | .729  |
| 2009      | BOS       | 153   | 691   | 624   | 94    | 188   | 27       | 10       | 8        | 259   | 60    | 70    | 12       | 6     | 6     | 49    | 3     | 6     | 74    | 13       | .301  | .355     | .415     | .770  |
| 2010      | BOS       | 18    | 83    | 78    | 10    | 15    | 4        | 0        | 0        | 19    | 5     | 7     | 1        | 0     | 0     | 4     | 0     | 1     | 9     | 0        | .192  | .241     | .244     | .485  |
| 2011      | BOS       | 158   | 729   | 660   | 119   | 212   | 46       | 5        | 32       | 364   | 105   | 39    | 15       | 3     | 5     | 52    | 1     | 9     | 98    | 8        | .321  | .376     | .552     | .928  |
| 2012      | BOS       | 74    | 323   | 303   | 43    | 82    | 18       | 0        | 4        | 112   | 26    | 14    | 3        | 0     | 1     | 19    | 0     | 0     | 43    | 5        | .271  | .313     | .370     | .682  |
| 2013      | BOS       | 134   | 636   | 577   | 92    | 172   | 31       | 8        | 9        | 246   | 53    | 52    | 4        | 1     | 2     | 47    | 3     | 5     | 92    | 12       | .298  | .355     | .426     | .781  |
| 2014      | NYY       | 149   | 635   | 575   | 71    | 156   | 27       | 5        | 16       | 241   | 70    | 39    | 5        | 0     | 7     | 49    | 5     | 3     | 93    | 9        | .271  | .328     | .419     | .747  |
| 2015      | NYY       | 111   | 501   | 452   | 66    | 116   | 15       | 2        | 7        | 156   | 33    | 21    | 9        | 1     | 3     | 35    | 1     | 7     | 86    | 6        | .257  | .318     | .345     | .663  |
| 2016      | NYY       | 148   | 626   | 551   | 71    | 145   | 24       | 5        | 9        | 206   | 56    | 20    | 8        | 4     | 3     | 56    | 1     | 2     | 84    | 11       | .263  | .330     | .374     | .703  |
| 2017      | NYY       | 112   | 409   | 356   | 65    | 94    | 20       | 4        | 7        | 143   | 39    | 22    | 3        | 2     | 0     | 41    | 3     | 5     | 63    | 7        | .264  | .348     | .402     | .750  |
| MLB：11年 | MLB：11年 | 1235  | 5375  | 4846  | 749   | 1376  | 241      | 47       | 104      | 2023  | 512   | 343   | 71       | 21    | 32    | 399   | 19    | 46    | 737   | 82       | .284  | .342     | .417     | .760  |

- 各年度の太字はリーグ最高

### 年度別守備成績
| 年 度 | 球 団 | 左翼（LF） | 左翼（LF） | 左翼（LF） | 左翼（LF） | 左翼（LF） | 左翼（LF） | 中堅（CF） | 中堅（CF） | 中堅（CF） | 中堅（CF） | 中堅（CF） | 中堅（CF） | 右翼（RF） | 右翼（RF） | 右翼（RF） | 右翼（RF） | 右翼（RF） | 右翼（RF） |
| 年 度 | 球 団 | 試 合      | 刺 殺      | 補 殺      | 失 策      | 併 殺      | 守 備 率   | 試 合      | 刺 殺      | 補 殺      | 失 策      | 併 殺      | 守 備 率   | 試 合      | 刺 殺      | 補 殺      | 失 策      | 併 殺      | 守 備 率   |
| ----- | ----- | ---------- | ---------- | ---------- | ---------- | ---------- | ---------- | ---------- | ---------- | ---------- | ---------- | ---------- | ---------- | ---------- | ---------- | ---------- | ---------- | ---------- | ---------- |
| 2007  | BOS   | 22         | 37         | 0          | 0          | 0          | 1.000      | 16         | 38         | 0          | 0          | 0          | 1.000      | 1          | 0          | 0          | 0          | 0          | ----       |
| 2008  | BOS   | 58         | 89         | 1          | 0          | 1          | 1.000      | 66         | 171        | 3          | 0          | 1          | 1.000      | 36         | 72         | 0          | 0          | 0          | 1.000      |
| 2009  | BOS   | -          | -          | -          | -          | -          | -          | 153        | 357        | 4          | 2          | 1          | .994       | -          | -          | -          | -          | -          | -          |
| 2010  | BOS   | 6          | 11         | 0          | 0          | 0          | 1.000      | 13         | 33         | 0          | 0          | 0          | 1.000      | -          | -          | -          | -          | -          | -          |
| 2011  | BOS   | -          | -          | -          | -          | -          | -          | 154        | 388        | 6          | 0          | 3          | 1.000      | -          | -          | -          | -          | -          | -          |
| 2012  | BOS   | -          | -          | -          | -          | -          | -          | 73         | 164        | 2          | 3          | 1          | .982       | -          | -          | -          | -          | -          | -          |
| 2013  | BOS   | -          | -          | -          | -          | -          | -          | 134        | 347        | 3          | 3          | 2          | .992       | -          | -          | -          | -          | -          | -          |
| 2014  | NYY   | -          | -          | -          | -          | -          | -          | 141        | 380        | 3          | 1          | 1          | .997       | -          | -          | -          | -          | -          | -          |
| 2015  | NYY   | -          | -          | -          | -          | -          | -          | 110        | 232        | 5          | 0          | 2          | 1.000      | -          | -          | -          | -          | -          | -          |
| 2016  | NYY   | -          | -          | -          | -          | -          | -          | 148        | 272        | 5          | 3          | 1          | .989       | -          | -          | -          | -          | -          | -          |
| 2017  | NYY   | -          | -          | -          | -          | -          | -          | 97         | 193        | 1          | 3          | 0          | .985       | -          | -          | -          | -          | -          | -          |
| MLB   | MLB   | 86         | 137        | 1          | 0          | 1          | 1.000      | 1105       | 2575       | 32         | 15         | 12         | .994       | 37         | 72         | 0          | 0          | 0          | 1.000      |

- 2020年度シーズン終了時
- 各年度の太字はリーグ最高
- 各年度の太字年はゴールドグラブ賞受賞

### タイトル
- 盗塁王：3回（2008年、2009年、2013年）

### 表彰
- ゴールドグラブ賞（外野手部門）：1回（2011年）
- ルーキー・オブ・ザ・マンス：1回（2007年9月）
- シルバースラッガー賞（外野手部門）：1回（2011年）
- カムバック賞：1回（2011年）
- プレイヤーズ・チョイス・アワーズ
  - カムバック賞：1回（2011年）

### 記録
- ボストン・レッドソックス球団新人最多盗塁記録：2008年（50盗塁）
- 1試合刺殺外野手MLBタイ記録：2009年5月20日（12刺殺）
- MLBオールスターゲーム選出：1回（2011年）
- 通算打撃妨害：30（歴代1位、従来の記録はピート・ローズ）[24]。
- シーズン打撃妨害：12（2016年、歴代1位、従来の記録はロベルト・ケリー（英語版）の8）[25]。

### 諸記録
- 先頭打者本塁打：14本
- ランニング本塁打：1本（2011年9月19日）
- 単独ホームスチール：2回（2009年4月26日、2016年4月22日）

### 背番号
- 46（2007年 - 2009年）
- 2（2010年 - 2013年）
- 22（2014年 - 2017年）